# Javi Sánchez
Javier Sánchez de Felipe (ur. 14 marca 1997 w Getafe) – hiszpański piłkarz występujący na pozycji obrońcy w hiszpańskim klubie Real Valladolid.

## Kariera klubowa
Pochodzi z miejscowości Getafe na obrzeżach Madrytu. Jest wychowankiem Realu, zaczął treningi w klubowej akademii w wieku 8 lat. Zadebiutował w drużynie Castilla (rezerwy Realu), w Segunda B (3. poziom ligowy), 10 października 2015 w wygranym 1–0 meczu przeciwko Arenas Club.
Swojego pierwszego gola w profesjonalnej piłce Javi zdobył dla Castilli 3 grudnia 2016, przeciwko CDA Navalcarnero. Latem 2018 roku trener Julen Lopetegui dołączył go do kadry pierwszego zespołu podczas przedsezonowego tournee do Ameryki.
W pierwszej drużynie Realu Madryt zadebiutował 31 października 2018, w wygranym 4–0 meczu z UD Melilla w Copa Del Rey. Tydzień później wystąpił po raz pierwszy w Lidze Mistrzów zmieniając w 60. minucie Sergio Ramosa w meczu fazy grupowej z Viktorią Pilzno. W Primera División zadebiutował 11 listopada, kiedy to zastąpił na boisku innego wychowanka Królewskich Sergio Reguilóna pod koniec pierwszej połowy meczu z Celtą Vigo na Estadio Balaídos.